# 도요사키정 (오사카부)
도요사키정(일본어: 豊崎町)은 일본 오사카부 니시나리군에 설치되었던 정이다. 현재의 오사카시 기타구에 해당한다.